# Nederlanders in het Iraanse voetbal
Nederlanders in het Iraanse voetbal geeft een overzicht van Nederlanders die een contract hebben (gehad) bij Iraanse voetbalclubs uit de hoogste drie divisies.

## Spelers
| Naam         | Club            | Van  | Tot  | Opmerkingen |
| ------------ | --------------- | ---- | ---- | ----------- |
| Collins John | Mes Sarcheshmeh | 2011 | 2012 |             |
| Agil Etemadi | Tractor Sazi FC | 2012 | 2013 |             |

## Hoofdtrainers
| Naam          | Club          | Van  | Tot  | Opmerkingen |
| ------------- | ------------- | ---- | ---- | ----------- |
| Arie Haan     | Persepolis FC | 2006 | 2006 |             |
| Theo de Jong  | Steel Azin FC | 2007 | 2007 |             |
| Ernie Brandts | Rah Ahan      | 2009 | 2009 |             |

## Overige functies
| Naam         | Club          | Van  | Tot  | Opmerkingen |
| ------------ | ------------- | ---- | ---- | ----------- |
| Theo de Jong | Esteghlal FC  | 2007 | 2007 |             |
| Theo de Jong | Persepolis FC | 2006 | 2006 |             |

Voetbalbonden ·
Albanië ·
Angola ·
Armenië ·
Australië ·
Azerbeidzjan ·
Bahrein ·
België ·
Bhutan ·
Bulgarije ·
Canada ·
China ·
Congo-Kinshasa · 
Cyprus ·
Denemarken ·
Duitsland ·
Egypte ·
Engeland ·
Estland ·
Ethiopië ·
Faeröer ·
Filipijnen ·
Finland ·
Frankrijk ·
Georgië ·
Ghana ·
Griekenland ·
Hongarije ·
Hongkong ·
Ierland ·
IJsland ·
Indonesië ·
Iran ·
Israël ·
Italië ·
Japan ·
Kazachstan ·
Koeweit ·
Litouwen ·
 Luxemburg ·
Maleisië ·
Malta ·
Marokko ·
Mexico ·
Namibië ·
Nieuw-Zeeland ·
Noorwegen ·
Oekraïne ·
Oezbekistan ·
Oostenrijk ·
Polen ·
Portugal ·
Qatar ·
Roemenië ·
Rusland ·
Rwanda ·
Saoedi-Arabië ·
Schotland ·
Singapore ·
Slovenië ·
Slowakije ·
Spanje ·
Tanzania ·
Turkije ·
Tuvalu ·
VAE ·
Venezuela ·
Verenigde Staten ·
Vietnam ·
Zimbabwe ·
Zuid-Afrika ·
Zuid-Korea ·
Zweden ·
Zwitserland